# ライーヤトワーリー制度
ライーヤトワーリー制度（Raīyatwārī Settlement）とは、イギリス統治下のインドで実施されていた土地所有・徴税制度である。「ライーヤト」は、ペルシア語で耕作者を意味する。先行して北インドで施行されたザミーンダーリー制度に対する批判を受けて、マドラス管区、ボンベイ管区で導入された。日本語ではライヤットワーリー制度とも表記される。

## 導入の経緯
18世紀末、イギリス東インド会社はカーナティック戦争、マイソール戦争と並行して、獲得した土地で様々な徴税方法を試行していた。南・西南インドではザミーンダール（徴税を請負う地主）による徴税制度が発達しておらず、北インドで実施されたザミーンダーリー制度の導入は土地の秩序を乱すと考えられていた。1792年から1799年にかけての期間に、マイソール地方のバーラーマハル(Baramahal(現タミル・ナードゥ州ダルマプリ県付近))で、トーマス・マンローとリード大尉によってライーヤトワーリー制度が試行される。
19世紀初頭には、イギリス本国の命令でマドラス管区でもザミーンダーリー制度が実施される。しかし、地主（ザミーンダール）たちの税の滞納が頻発し、ザミーンダーリー制度への批判が高まった。また、税額が固定されるザミーンダリー制度では、土地から上がる収益が増加しても東インド会社は恩恵を受けられない点が指摘された。マンローによる本国議会でのロビー活動、領主などの非生産的な階級の利潤を抑制して産業資本家への資本の移転を主張するリカード経済学の影響もあり、1810年代からマドラス管区でライーヤトワーリー制度が導入される。1830年代からは、エルフィンストンによってボンベイ管区で実施された。

## 内容
ライーヤトワーリー制度の内容は概ね、マイソール王国のハイダル・アリー、ティプー・スルターン親子が実施していた徴税制度に倣っていた。
政府は耕作者（ライーヤト）を土地所有者と規定してライーヤトと地税の徴収契約を直接結び、徴税請負人や大地主などの中間階級層は置かれなかった。ライーヤトワーリー制度の元では、形式的には農民に近代的な土地所有権が認められた。
村落内の全ての土地は数百から数千の徴税単位に区画され、道路や貯水池などの一部の公共施設を除いたすべての土地が私有可能になった。制度の施行前は一つの土地に対して複数の階級が権利を有していたが、施行後にそれらの権利はライーヤトの土地所有権に一本化された。地価・地税は土質、水利、市場との距離などによって算定され、3-5年ごとに改定された。土地の測量と査定には多大な労力を要したため、即座に制度を導入することは困難で、長い年月をかけて施行範囲が広げられた。マンローは地租の固定を強く希望していたが、後に改定の頻度は10-30年ごとに変更される。また、査定の対象とならなかった荒地は、イギリス東インド会社の所有地とされた。

## 結果
制度の対象となる「ライーヤト」の定義について、実際に耕作に従事するか否か、小規模農民か大地主か、意見が分かれた。ライーヤトと認められたのは一部の富裕な農民に限られ、大多数の農民は制度から除外されていた。ライーヤトワーリー制度は平等よりも社会の安定を試行した政策であり、ポリガール（軍事領主）などの有力な農民よりさらに少数の中間階級に土地を認める、大領主が存在する社会に比べ、制度が施行されている社会は安定していると考えられていた。ライーヤトワーリー制度をはじめとする、マドラス政府が実施した政策の背景には既得権益の尊重、社会の安定を目標とする考えが存在していた。
地租の改定では税額が引き上げられることがほとんどで、政府は地税を自由に引き上げる権利を有していた。天災によって農産物の収穫量が減少した場合でも、税額は減免されなかった。1840年代からマドラス管区の徴税を担当したロバート・プリングルは、査定によって決定した地代の55%を税額に定める。しかし、プリングルが決定した税額は現実離れした高い額になり、農民は支払いに苦しんだ。プリングルの後任であるオールドスミッドは、マラーター王国時代の税額を参考にして額を改定し、全ての土地の地税がプリングル時代の半分以下に引き下げられた。
村落が徴税単位で区画されたために個々の農民は自分に割り当てられた土地に生産活動を集中するようになり、制度施行前の生産活動によって維持されていた土地共同体の基盤は崩壊した。ライーヤトは税を払うために自身の農産物を換金しなければならなかったが、19世紀前半に起きた農産物の価格の下落のため、より多くの農産物を生産しなければならず、農村に重い負担がかかった。地税の支払いに困窮するライーヤトは借金の担保として土地を高利貸しや商人に取り上げられ、農民と土地の分離が促進された。1875年に発生したデカン農民反乱は、それらの高利貸しと商人を攻撃の対象としていた。